# Chiropratique

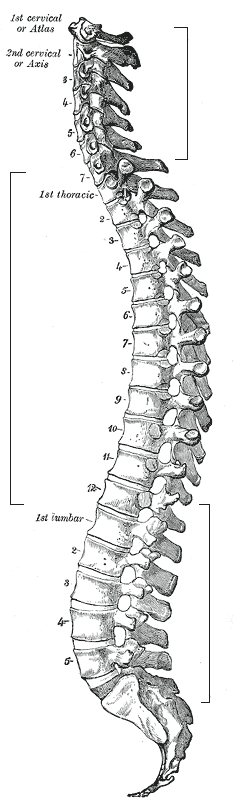
Colonne vertébrale.

La chiropratique ou chiropraxie, du grec χείρ / kheír, « main », et πρᾶξις / prāxis, « action, acte » (prononcer kiro-pratique), est une médecine non conventionnelle qui affirme apporter un soulagement des troubles de l’appareil musculo-squelettique, en particulier de la colonne vertébrale. Cette pratique a des origines ésotériques et est fondée sur plusieurs idées pseudoscientifiques,,,.
Inventée par Daniel David Palmer en 1895, les croyances originelles sur lesquelles la chiropratique s'appuie, la subluxation et le vitalisme, ne sont pas démontrées scientifiquement,.
La thérapie chiropratique est très diversifiée. Dans certains pays, cette pratique est reconnue et règlementée par des autorités de santé.

## Histoire

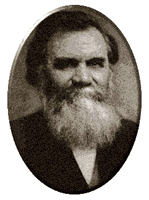
Daniel David Palmer, fondateur de la chiropratique.

La chiropratique a été fondée en 1895, à Davenport, Iowa par Daniel David Palmer, qui déclara l'avoir reçue de « l'autre monde ». Le premier ajustement chiropratique est pratiqué sur le concierge de l'immeuble où Palmer travaillait, Harvey Lillard. Étant sourd, il aurait recouvré l'audition grâce à cet ajustement. D. D. Palmer présenta cette méthode sous un éclairage religieux. Il sera tout de même emprisonné pour exercice illégal de la médecine. La méthode fut déclarée officielle en 1897 avec la fondation de la Palmer School of Chiropractic. Il a écrit un livre sur la chiropraxie, The Chiropractor, publié de façon posthume en 1914.
Son fils, Bartlett Joshua Palmer, colonel de réserve dans la Garde nationale, a poursuivi son travail en le développant techniquement et en l'adaptant aux connaissances scientifiques de l'époque, souvent en désaccord avec son père. Il fonda une école de chiropratique près de Chicago en 1902, école qui resta ouverte après les conclusions du Rapport Flexner de 1910, puisque conforme à la nouvelle norme des écoles de santé aux États-Unis. C'est de lui que vient la citation « The power that made the body heals the body », que l'on pourrait traduire en français par « La force qui a créé le corps guérit le corps ».

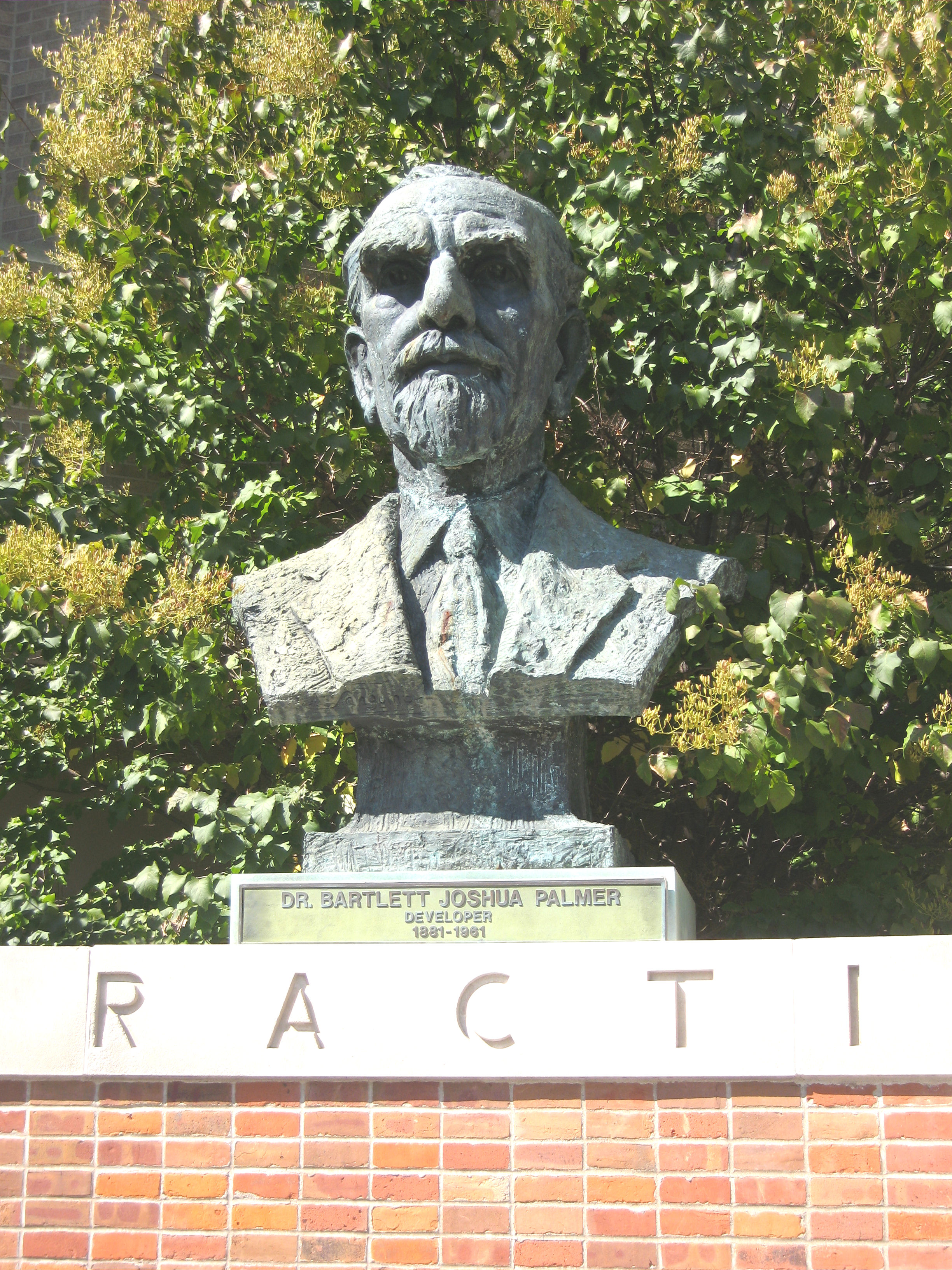
Buste de Bartlett Joshua Palmer.

En 2011, l’Institut national de la santé et de la recherche médicale (INSERM) publie une étude qui indique que « Dans les lombalgies aiguës ou subaiguës, la chiropratique semble efficace, avec une efficacité d’un ordre de grandeur comparable à l’efficacité des traitements alternatifs. Dans les cervicalgies, l’efficacité n’apparaît également pas supérieure aux autres traitements possibles, avec en outre un risque d’événement indésirable rare mais grave (accident vertébro-basilaire). Dans les autres indications les résultats sont peu interprétables ».

### Étymologie
La chiropratique est un mot qui a été créé en 1987 lors d’une conversation entre le fondateur de la FICS (Fédération internationale de chiropratique du sport) et le président du College of Chiropractic Sports Sciences (Canada) ; avant cette date, le nom n’existait qu’en anglais. Jacques Breton a dit : « nous avons une loi, ici au Canada, qui nous empêche de rejoindre le FICS à cause du nom. » Avant 1987, tout le monde francophone utilisait le mot en anglais pour  la profession : « chiropractic ». Il était interdit au Canada d’employer le franglais dans le nom d’une organisation canadienne. Press a suggéré : « alors Chiropractique ? » Breton a refusé, et a dit : « C’est encore trop Franglais. » L’Américain a alors suggéré : « et… peut-être  Chiropratique ? » Breton a dit : « Voilà. » Et le monde francophone adoptait « chiropratique ».
Aujourd'hui, deux termes se côtoient : « Chiropratique » et « Chiropraxie ».

### Changement de paradigme en France et contestations
Un arrêté paru en février 2018 régit la formation des chiropracteurs. À la suite de cette publication, l'ordre des kinésithérapeutes débute un mouvement de contestation,.
Une plainte pour diffamation a été déposé par l'Association française de chiropraxie à l'encontre de l'ordre des kinésithérapeutes. Cette plainte a été jugée par le tribunal de grande instance de Paris le 20 février 2019, ce dernier a débouté les chiropracteurs.

## Principes généraux

### Subluxation
Les perturbations fonctionnelles du système nerveux périphérique sont appelées « subluxations ». Elles sont localisées en particulier sur la colonne vertébrale et le bassin. Par ailleurs, il existe plusieurs techniques pour les soins des extrémités (membres supérieurs et inférieurs).
Selon les principes chiropratiques, ces interférences nerveuses, conséquences neurologiques des perturbations neuro-musculo-squelettiques, entraîneraient des troubles fonctionnels, voire organiques au long terme, qui affecteraient l'état de santé général. Ce principe relève de la pseudoscience tout comme le concept de vitalisme sur lequel repose la technique.

### Méthode
L'ajustement chiropratique consiste en l'application, avec la main, d'une pression ponctuelle qui peut être forcée ou non, c’est-à-dire une impulsion précise, non traumatisante et codifiée, sur un segment ostéoarticulaire. Les manipulations dites HVLA. La différence entre l'ajustement chiropratique et d'autres formes de manipulations vertébrales est la très grande spécificité de la technique, c'est-à-dire que l'impulsion est appliquée sur un seul segment selon un vecteur donné. On dit alors qu'il s'agit d'une manipulation vertébrale à court bras de levier.

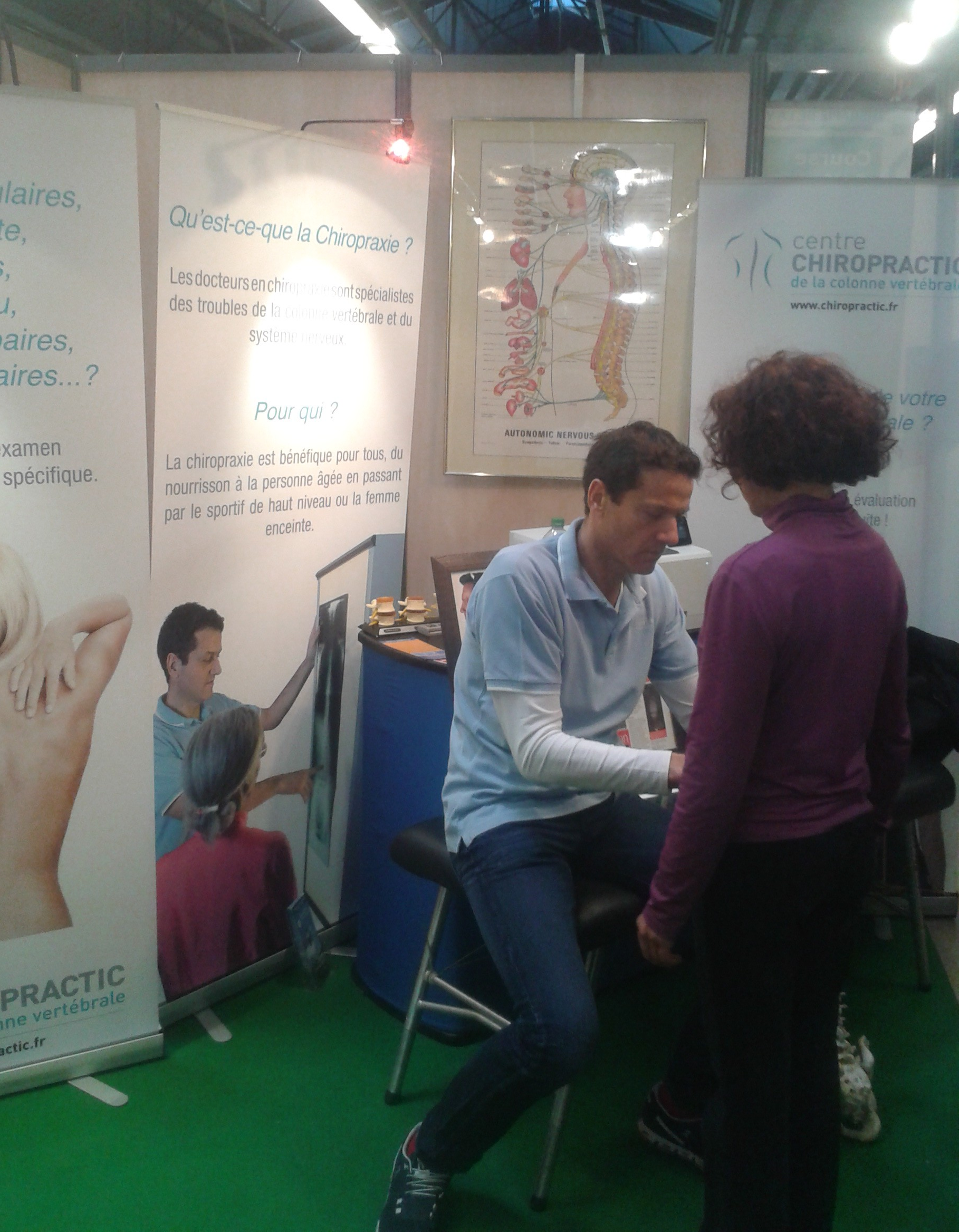
Démonstration de chiropraxie au salon Vivre autrement à Paris.

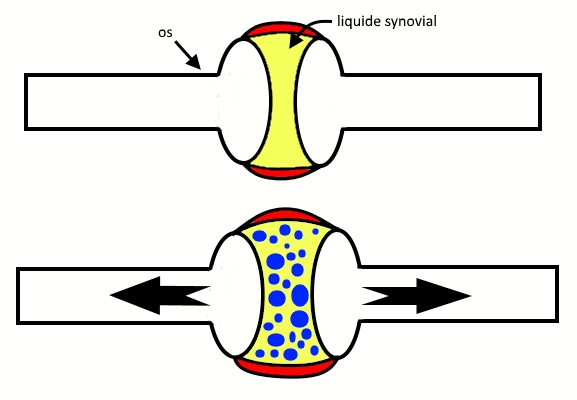
Expansion de gaz dans le liquide synovial contenu dans la capsule articulaire

### Craquement des articulations
Lors de l'ajustement chiropratique de type HVLA (haute vélocité, faible amplitude) les facettes articulaires sont soudainement séparées en dépassant la barrière de mouvement élastique qui limite normalement le mouvement. Il se produit alors une cavitation audible sous la forme d'un son de craquement ou d'éclatement (« crac » ou « pop ») et l'apparition d'une cavité radio-transparente dans l'espace articulaire.
Ce son est dû à l'expansion rapide de gaz dans le liquide synovial de la capsule articulaire et non à un craquement des os. Le gaz libéré est composé à 80 % de dioxyde de carbone.
Selon plusieurs études, la présence d'une cavitation audible serait le gage d'avoir obtenu la force nécessaire dans le mouvement des tissus périarticulaires sans pour autant avoir causé de dommage musculaire. Il est aussi suggéré que le chiropraticien peut détecter de manière précise la cavitation. Il est toutefois impossible de se baser uniquement sur le son, ainsi le son d'un relâchement audible n'indique pas nécessairement que les bons réflexes ont été stimulés.
Il n'y aurait donc pas preuve directe de bénéfice thérapeutique physiologique d'un relâchement audible lors d'un ajustement chiropratique. D'ailleurs, répéter l'ajustement brièvement après une cavitation non audible avec l'objectif d'entendre une cavitation pourrait même causer des dommages puisque l'articulation est potentiellement déjà étirée au-delà de sa limite anatomique de mouvement. Cette période est appelée la période réfractaire.

## Formation

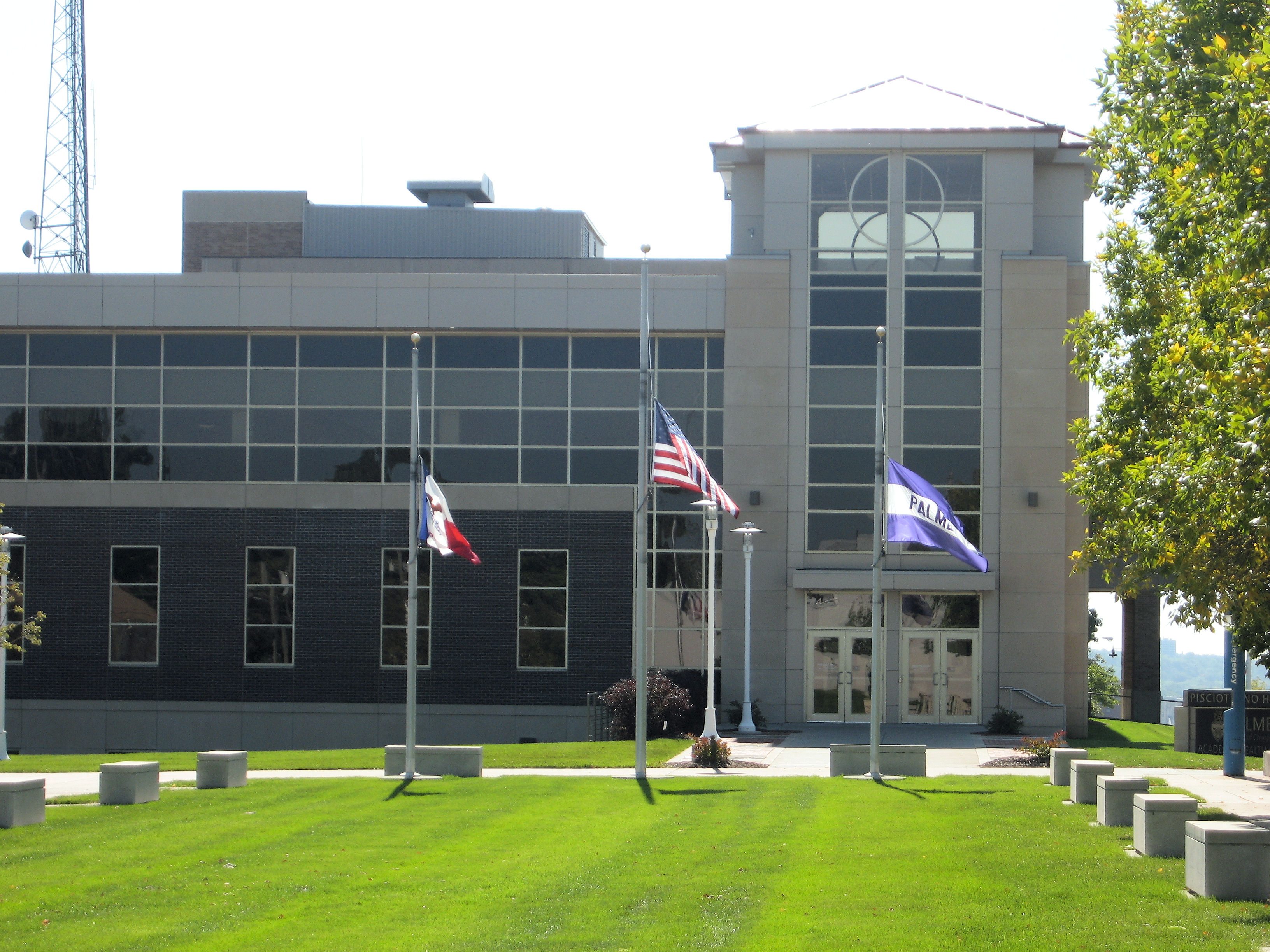
Palmer College of Chiropratic à Davenport en Iowa.

### En France
La formation dure cinq années pour 4 960 heures de cours. L’objectif affiché de la formation est de permettre la prise en charge (diagnostic, traitement, prévention) des troubles neuro-musculo-squelettiques (en particulier de la colonne vertébrale). Le programme des études est très proche de celui des deux premiers cycles des études médicales, plus l’enseignement particulier des techniques de la chiropraxie.

## Statut de la profession

### En France
En France, la profession a été légalisée par décret en 2002. Les actes accomplis par les chiropracteurs ne sont pas conventionnés par l’Assurance Maladie, et à ce titre, ne sont donc pas remboursés par la Sécurité sociale. L’intégralité des frais de consultations et de soins sont à la charge du patient.
Le 3 juillet 2018, la Ministre des Solidarités et de la Santé, Agnès Buzyn, a d'ailleurs déclaré que les consultations de chiropraxie ne seraient jamais remboursées par la Sécurité sociale.

### En Finlande
- le titre est protégé et reconnu depuis 1994[24],[25],[26] ;
- la prise en charge est partielle par l'assurance-maladie et par les assurances privées ;
- la prescription d'imagerie est possible mais n'est pas remboursée.

### Au Danemark
- le statut est celui d'une profession médicale dont le titre est protégé depuis 1992[27] ;
- l'association des chiropracteurs a vocation ordinale et disciplinaire ;
- les soins chiropratiques sont partiellement pris en charge par l'assurance-maladie depuis 1978[27] ;
- les chiropracteurs sont intégrés dans le système de santé national ;
- les chiropracteurs sont habilités à faire des radiographies et à posséder leur propre matériel ;
- ils travaillent aussi bien à l'hôpital qu'à l'université ;
- ils ont la possibilité de référer vers un spécialiste dans le cadre du parcours des soins avec une prise en charge par l'assurance-maladie ;
- la formation est universitaire.

## Critiques et controverses à propos de la chiropratique

### Critiques des principes théoriques
La théorie de la subluxation, fondement historique de la chiropraxie est rarement évoquée avec les patients.[réf. nécessaire] Les patients réguliers des chiropracteurs ne connaissent souvent pas ses bases historiques mystiques,. Pour ses détracteurs, il s'agit donc d'une théorie peu étayée qui ne satisfait pas aux critères scientifiques. L'Académie de médecine française met en garde contre l'hétérogénéité des qualifications des chiropracteurs. Dans ce rapport, l’Académie souligne que « les méthodes manuelles à visée diagnostiques et thérapeutiques prônées par l’ostéopathie et la chiropraxie s’appuient, comme beaucoup d’autres d’ailleurs, sur des a priori conceptuels dénués de tout fondement scientifique. L’Académie sait très bien que ces méthodes sont, depuis toujours, pratiquées. Mais elle ne saurait les cautionner ». Le président de la commission chargée de la rédaction de ce rapport déclare lors d'un entretien : « Attention ! Les chiropracteurs utilisent aussi des techniques de manipulation mais ils veulent garder leur autonomie professionnelle par rapport à la médecine de soins et surtout vis-à-vis de l’ostéopathie. Ils se limitent à l’appareil locomoteur, à la lombalgie commune et à la cervicalgie courante. Leur souci majeur est d’éviter les accidents de manipulation et avant tout d’identifier les contre-indications possibles. Est-ce possible sans connaissances médicales et sans contact avec les médecins traitants ? Encore peu nombreux en France (450) ils sont très organisés aux États-Unis et surtout en Europe du Nord. Ils acceptent cependant de collaborer dans la recherche clinique et technique avec des médecins de médecine physique, des rhumatologues et des chirurgiens orthopédistes ».
Selon le Pr Ludes : « ce rapport [de l'académie de médecine] est clairement opposé à l’attribution d’un titre d’ostéopathe ou de chiropracteur pour des personnes n’exerçant pas une profession de santé. Toutefois l’étude bibliographique citée aurait gagné en pertinence si elle avait été conduite selon les critères actuellement en cours, et conduite en prenant en compte les publications récentes dans les journaux anglo-saxons à comité de lecture en utilisant les principes du « reviewing » international employés dans les sociétés savantes. Nous produisons en annexe  les réflexions de la Société franco-européenne de chiropraxie qui fait état de travaux publiés dans le « Journal of manipulative and physiological therapeutics » qui est une revue indexée par MEDLINE. De plus le descriptif des protocoles thérapeutiques utilisés dans les articles scientifiques cités dans ce rapport ne semble pas suffisamment analysé pour étayer les conclusions de ce dernier ».
Dans son rapport de 2013 sur les thérapies complémentaires, l'Académie nationale de médecine fait la distinction entre chiropraxie et l'ostéopathie, mais recommande d'éviter l'usage de ces deux thérapies en l'absence d'un diagnostic médical ou lorsque la présentation clinique est inhabituelle ou persistante. Selon les détracteurs de la chiropratique, seule une minorité de praticiens est critique envers la théorie de la subluxation et travaille selon des méthodes s'éloignant d'une conception « mystique » de la chiropratique [réf. nécessaire].

### Critiques de l'efficacité et de l'innocuité de la chiropratique
Les études concernant l'efficacité de la chiropratique sont souvent accusées d'être biaisées et dans le monde de la médecine, la pratique chiropratique est critiquée.
Les ajustements pour les douleurs cervicales et lombaires sont jugés modestement efficaces pour traiter les douleurs au bas du cou et du dos,,.
Toujours en cas de douleur au dos, la chiropratique aiderait aussi à de meilleurs résultats cliniques pour le patient, surtout lorsque combiné avec un suivi médical standard et que les soins chiropratiques ont le meilleur rapport coût/efficacité.
La chiropratique est controversée quant aux bénéfices pour des conditions pas en liens avec le système neuro-musculo-squelettique.
La chiropratique a été accusée de causer des accidents vasculaires cérébraux autant dans les médias et que par des chercheurs. Il a été suggéré que lorsque le chiropraticien ajuste le cou, il pourrait causer une déchirure de l'artère vertébrale localisée dans les vertèbres cervicales. Par contre, la cause serait plutôt une coïncidence plutôt que la faute de l'ajustement chiropratique. La recherche indique que les patients visiteraient leur chiropraticien pour une douleur causée par un accident vasculaire cérébral en cours plutôt que le chiropraticien qui cause l'accident. Une étude de 2001 indique même que les personnes de moins de 45 ans victimes d'un AVC ont cinq fois plus de chance d'avoir consulté un chiropraticien durant la semaine précédant l'AVC.
L'étude de Cassidy à ce sujet a été très exhaustive. Ils ont observé tous les cas admis aux hôpitaux ontariens pour des accidents vasculaires cérébraux dus à une rupture de l'artère vertébrale entre avril 1993 et mars 2002. Ils ont comparé l'âge, le sexe et l'historique médical de consultation en chiropratique et en médecine de chaque patient. Après compilation, il y a eu 818 cas d'AVC de l'artère vertébrale hospitalisés sur une population de plus de 100 millions de personne-année. Selon les statistiques recueillies, les risques d'engendrer un AVC à la suite de la visite d'un chiropraticien seraient les mêmes que pour une visite chez un médecin.
Pour ce qui a trait à une déchirure de l'artère vertébrale, une étude aurait trouvé seulement 23 cas sur plus de 134 millions de manipulations chiropratiques au Canada entre 1988 et 1997.
Quant à des blessures moins sérieuses, une augmentation de la douleur et de la rigidité de l'articulation sont communes et se soulagent rapidement après le traitement.
Lorsque comparés aux conséquences potentielles des autres traitements comme la médication par opioïde (dépendance et mort dû à une overdose) et la chirurgie, les risques des soins chiropratiques sont minimes,.
Une étude rétrospective examinant 960 140 séances de manipulation vertébrale chiropratique a révélé deux événements indésirables graves, les deux étant des fractures des côtes chez les femmes âgées atteintes d'ostéoporose (incidence de 0,21 pour 100 000 séances). Une étude systématique développant le sujet de la relation entre la pratique chiropractique et l'apparition de dissection de l'artère vertébrale publiée en 2016 affirme qu'un risque considérable de biais et de confusion dans les études disponibles a été découvert. En particulier, l'association connue entre la dissection de l'artère vertébrale et la cervicalgie, elle-même étant un motif de consultation chiropractique, peut expliquer ces confusions.

### Offensive de l'AMA (1962-1987)
En novembre 1962, le docteur Robert Throckmorton, secrétaire de l'Iowa Medical Society, présente son plan pour « contrôler et éliminer » les chiropraticiens de l'Iowa. Il est nommé conseiller spécial de l'AMA en septembre 1963.
L'American Medical Association nomme Throckmorton conseiller spécial pour mettre son plan en action au niveau national et lui annonce que « la chambre des délégués » et la commission juridique de l'A.M.A ont décidé que « leur objectif était, principalement, l'élimination complète de la chiropratique ».
Le 2 novembre 1963, le Comité sur la chiropratique est rebaptisé « comité sur le charlatanisme ». pour « éviter de donner une quelconque légitimité à la chiropratique ». Il effectuera des actions d'« information » jusqu'en 1968, mais le Congrès revient sur cette décision en 1972.
En 1975, un chiropraticien, Chester Wilk DC, et quatre de ses confrères de Chicago, portent plainte devant la cour fédérale, pour violation de la loi anti-trust. Après un premier procès en 1981, la cour d’appel ordonne un second procès qui débute en juin 1987.
En septembre 1987, le juge Getzendanner déclare l’AMA, l’American College of Radiology, l’American College of Surgeons et l’American College of Orthopedic Surgeons coupables de conspiration illégale en vue de « contenir et d'éliminer la profession chiropratique, en désorganisant l’éducation chiropratique, le remboursement par les assurances, les relations avec les médias et le gouvernement, les relations interprofessionnelles, et d’autres activités de boycott en violation du Sherman Antitrust Act », jugement définitivement confirmé par la cour suprême des États-Unis en 1990.

### Article dansThe Guardian
Le 19 avril 2008, le journaliste scientifique Simon Singh publie un article dans le quotidien britannique The Guardian critiquant la chiropratique,. En réponse, l'association britannique de chiropratique (British Chiropractic Association) l'attaque en justice pour diffamation. À cette annonce, le Guardian a décidé de prendre à sa charge les frais de conseil juridique ainsi que de payer les frais légaux du BCA dans le cas où Singh choisirait de régler l'affaire à l'amiable avant de définitivement retirer l'article de son site web.
L'enquête préliminaire a eu lieu le jeudi 7 mai 2009 devant le juge Sir David Eady. Ce dernier conclut que les propos tenus par le journaliste signifiaient que le BCA avait délibérément menti sur la nature de ses activités. Simon Singh a donc demandé le droit de faire appel à cette déclaration par le juge Eady. Le juge John Laws lui a accordé ce droit de faire appel le 14 octobre 2009. Le 1er avril 2010, la cour d'appel a déclaré que le juge Eady a commis une erreur dans son jugement et que les expressions écrites par Singh dans son article tombaient sous la définition légale de « fair comment » (commentaire acceptable). Le 15 avril 2010, le BCA a retiré son procès contre Singh.
Simon Singh s'était appuyé sur les travaux du Pr Ernst qui a publié de nombreux articles s'attaquant aux médecines alternatives.